# Hypogymnia rugosa
Hypogymnia rugosa är en lavart som först beskrevs av G. Merr., och fick sitt nu gällande namn av L. H. Pike. Hypogymnia rugosa ingår i släktet Hypogymnia och familjen Parmeliaceae.   Inga underarter finns listade i Catalogue of Life.